# Capella Brancacci

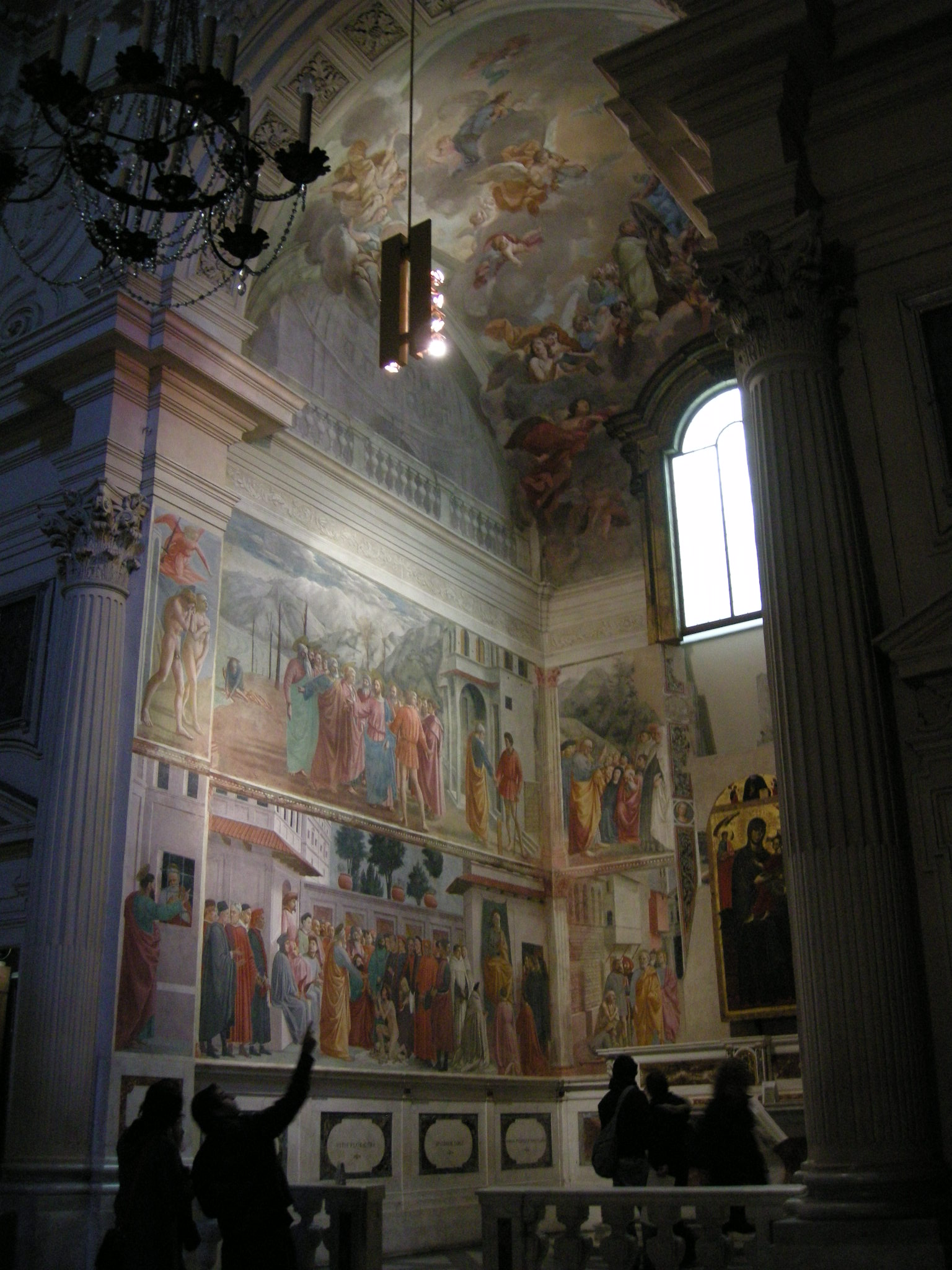
Capella Brancacci

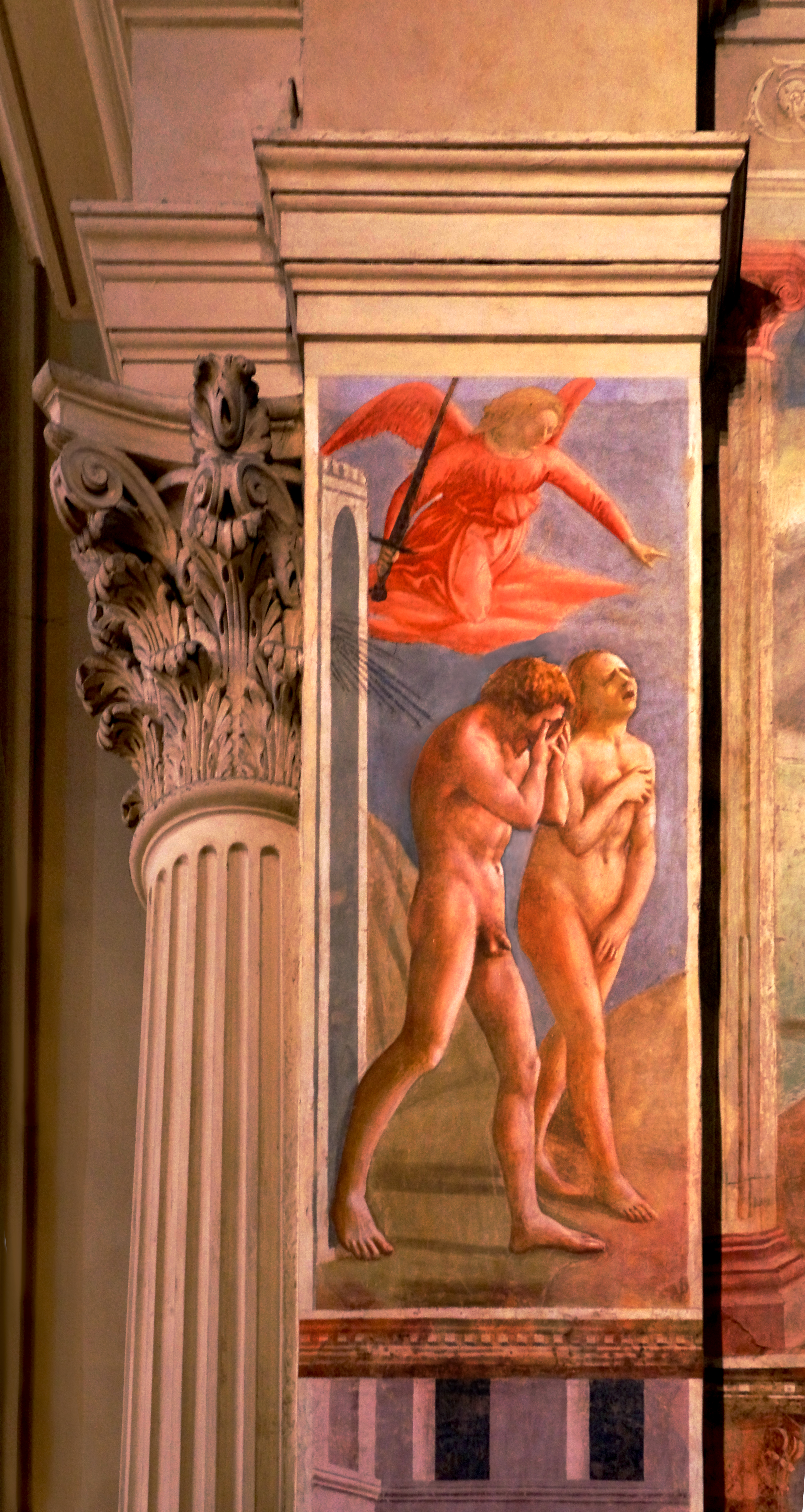
L'expulsió del Paradís

La Capella Brancacci, situada a l'interior de l'església de Santa Maria del Carmine de Florència representa un dels exemples més elevats de pintura del Renaixement. És el fruit de la col·laboració de dos dels més grans artistes de l'època, Masaccio i Masolino da Panicale, als quals ha d'afegir-se la mà de Filippino Lippi, que va acabar l'obra.

## La família Brancacci
La família Brancacci posseïa la Capella Brancacci al cap del creuer de Santa Maria del Carmine des de la fi del segle xiv. Antonio Brancacci hi va començar una sèrie d'obres el 1387, però va ser el seu net Fèlix, un ric comerciant de seda, un dels líders de l'escena política florentina en la primera meitat del segle xv, que va encarregar al taller de Masolino la decoració amb frescos amb un cicle d'històries de Sant Pere, el protector de la família. L'elecció de Sant Pere també va ser vinculada a la controvèrsia sobre la recomposició del Cisma d'Orient i la superioritat del papat basat en la primacia de Pere entre els apòstols perquè la presència d'escenes del Gènesi (el pecat original i l'expulsió del paradís) està connectat al tema de la salvació realitzada pel Senyor a través de Pere.
L'encàrrec es va fer el 1423 i a tot tardar el 1424 els treballs havien de ser iniciats. Masolino va partir cap a Hongria el 1425 i el seu ajudant va prendre la direcció de l'obra, que va quedar suspesa en el 1427 o 1428, quan Masaccio tornà a Roma, on va morir a l'estiu de 1428.
A Masolino s'hi produeix una continuació de la pintura del gòtic tardà, mentre que Masaccio aplica a la pintura les noves teories del renaixement, com un ús rigorós i expressiu de la llum i la perspectiva, a més d'un enfocament innovador al color (no tan aplicat al dibuix, però elaborat gairebé de doll) i a la composició de les figures. Els dos primers frescos no permeten establir bé el predomini d'un artista sobre l'altre; inicialment, es van influir mútuament, però el geni i la novetat de Masaccio acaben imposant-se.
Amb l'exili de Félix Brancacci el 1436, per oposar-se a Cosme el Vell, el treball va quedar inconclús. El 1458, la capella, lliure de totes les referències a la família de la Brancacci se li canvià la dedicació a la Verge del Popolo i la taula dedicada a la Verge i el Nen, probablement de l'època de la fundació de l'església, el 1268, es col·loca a l'altar. Aquesta taula, va ser atribuïda prèviament a Coppo di Marcovaldo o al Mestre de Santa Agata, mentre que ara parlem amb més cautela d'un Mestre de la Madonna del Carmine.
Amb el retorn de la família Brancacci a Florència el 1480, la decoració de la capella es va completar. Es va encarregar la feina a Filippino Lippi, que va tractar de moderar el seu estil, adaptant la seva paleta a la solemnitat de les figures, de no trencar massa l'homogeneïtat del conjunt. Tanca el cicle de Sant Pere el relleu de l'altar El lliurament de les claus, obra de Donatello avui en el Victoria and Albert Museum.

## Segles XVI alxviii

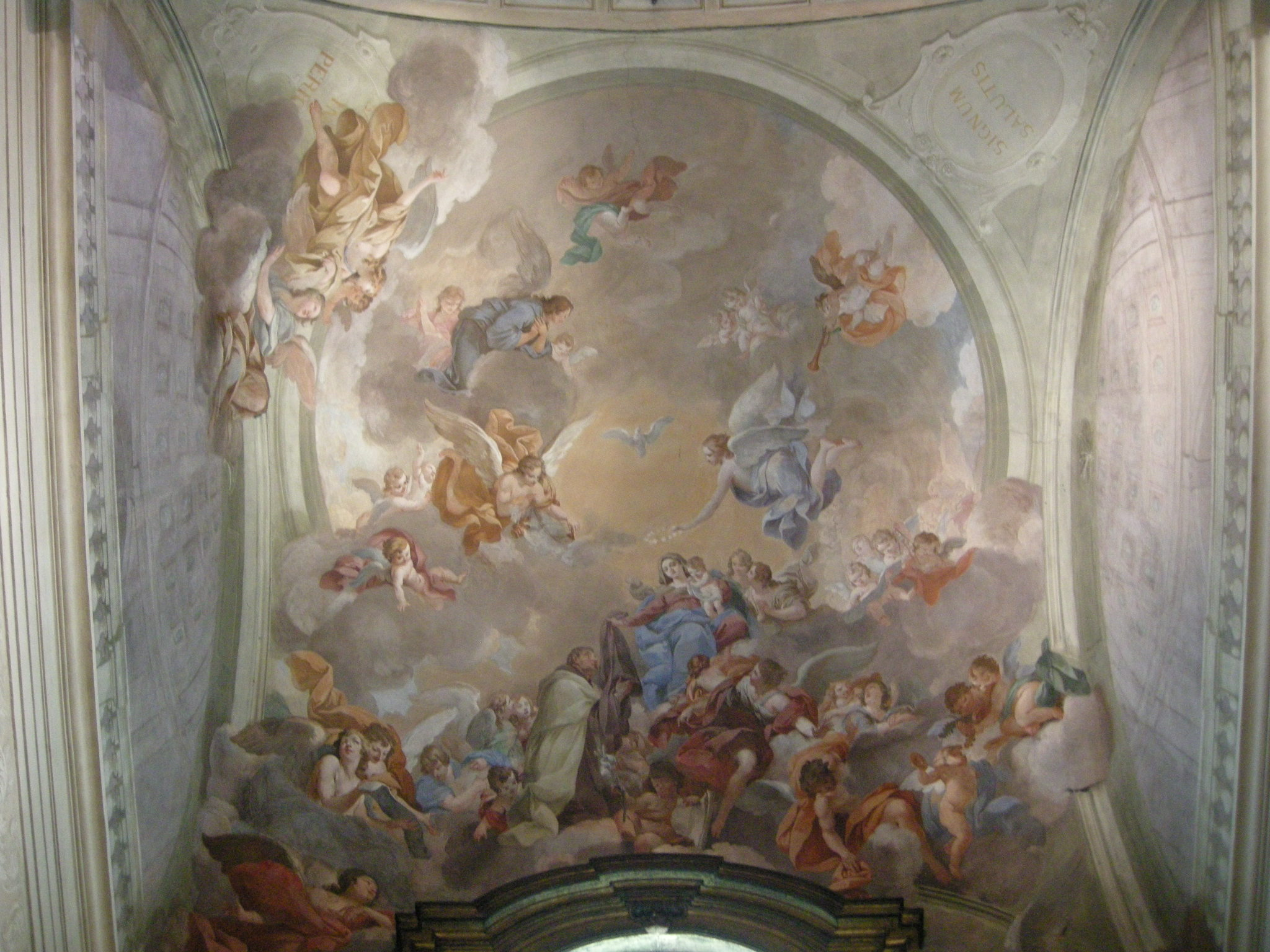
Frescos de la cúpula

Durant el segle xvi el patronatge de la familia Brancacci decau, però cap família fa servir la capella.
El 1565 s'inicià una primera operació de neteja. A la fi del segle xvii, la capella va ser adornada amb joies de plata, un marc tallat i daurat, una balustrada de marbre i un suport. El 1690 el marquès Feroni, d'acord amb les carmelites, va començar un projecte de transformació de la capella de gòti a barroc gòtic, per fer joc amb la recent capella Corsini, però el projecte no es va dur a terme.
El 1642, època del molt catòlic Cosimo III de Mèdici es van cobrir els nus amb vegetació.
El 1746-1748 les naus del creuer, decorades amb frecos de Masolino amb els quatre evangelistes, van ser destruïdes per crear una petita cúpula amb un fresc de Vincenzo Meucci, Madonna donant l'escapulari a Sant Simó Stock, mentre que les dues llunetes de sobre, on el cicle començava, van ser substituïdes per falses perspectives de Carlo Sacconi. Es va desmantellar la bífora gòtica i es va crear una àmplia finestra barroca, que va destruir la major part dels frescos en la part superior de la paret. Aleshores també es va preparar un enorme tabernacle de marbre per albergar a la Verge del Popolo, ara retirat.
La capella va ser danyada per l'incendi que va destruir l'església el 1771, però tots els frescos són ben conservats, malgrat algunes inevitables danys als colors, que van quedar ennegrits i van patir una posterior restauració. La Verge del segle xiii es va salvar per pura casualitat, després d'haver estat traslladada al convent aproximadament un any abans. En memòria de l'incendi als escuts dels plomalls s'hi va afegir la inscripció SIGNUM SALUTIS IN PERICULIS.
El 1780 els descendents dels Brancacci, els marquesos de Brancas es van traslladar a França, i van signar el lliurament oficial dels drets sobre la capella, que van passar a la família Riccardi, l'escut d'armes amb la clau és clarament visible a ambdós costats de l'altar.

## La restauració

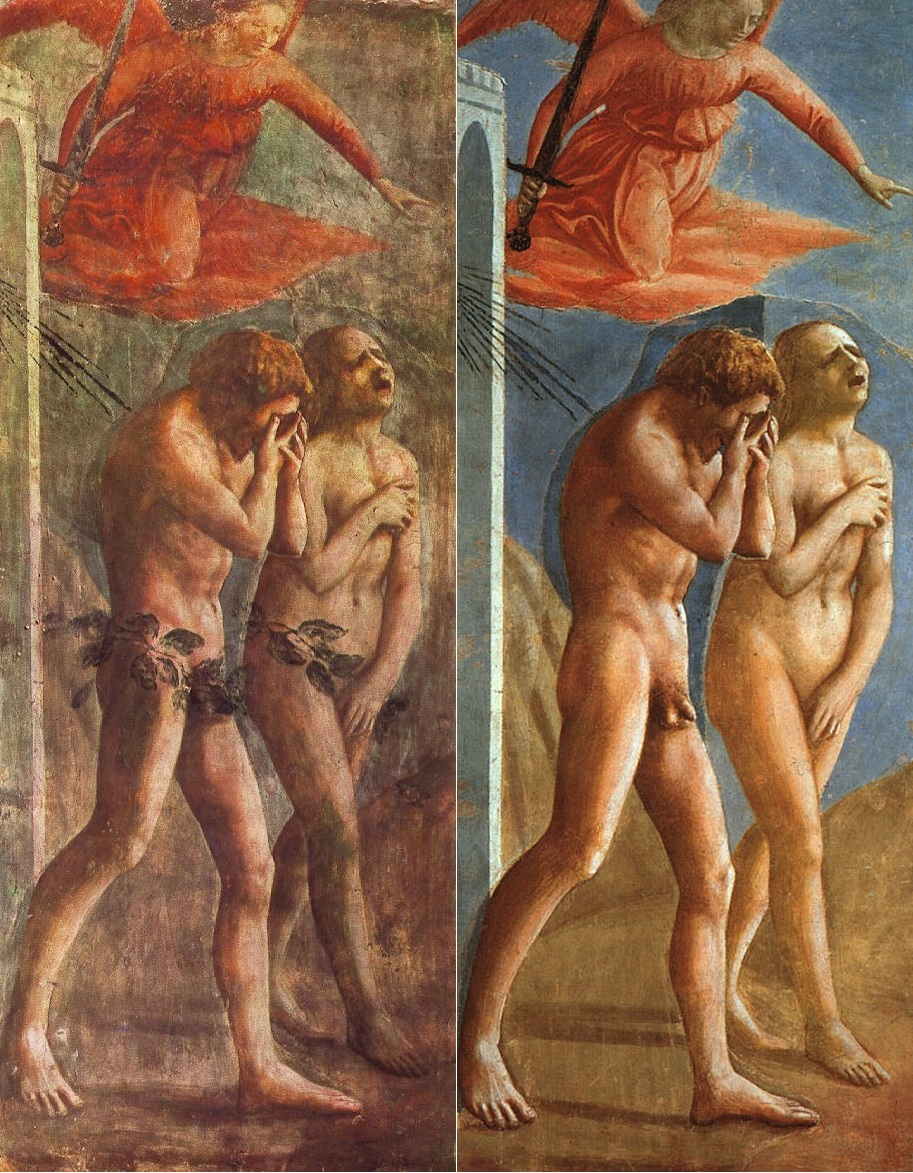
L'expulsió del Paradís, abans i després de la restauració

A principi del segle xx hi va haver una restauració de pintures, aplicant una capa protectora a base d'ou i caseïna, que reaviva el color. Mentrestant, la pàtina de brutícia i una capa de sutge negre fum havia cobert els colors originals fins al punt que la crítica parlava de Masaccio com del pintor de color petri, tanmateix s'aprecia molt la seva riquesa plàstica, mentre que la tasca de Masolino i Lippi va quedar poc preuada.
El 1932 es va decidir de dur a terme una restauració, quan Ugo Procacci descobreix sota dues lloses de marbre de l'altar del segle xviii algunes restes de frescos que no estaven afectades pel foc i la restauració, que tenia els colors brillants d'abans de 1748. La restauració en si va començar als anys vuitanta, després d'una detallada comprovació de l'estat dels frescos i les parets per tal de distingir les peces originals de les realitzades posteriorment. La veritable restauració va tenir lloc entre 1983 i 1990, quan queda revelada, davant de la sorpresa internacional, una capella inèdita, amb als brillants colors de Masaccio i tenyida de la llum i els colors de Masolino.
Durant les investigacions també es troben les sinòpies de dues escenes a la paret de darrere de l'altar, al costat de la finestra d'estil barroc, que s'associen amb les escenes de La negació de Pere, probablement de Masaccio, i la Trucada de Sant Pere, atribuïda a Masolino. No queda res dels Evangelistes a la volta o al creuer de les dues llunetes. El desmantellament del tabernacle de marbre (desplaçat a un altre lloc del convent) han ressorgit fragments originals de la finestra bifora. També és molt interessant un fragment de la pintura atribuïda a la Crucifixió de Sant Pere, de Masaccio pintat per sobre de la taula d'altar.
Tanmateix, es va considerar extraordinària lectura de la nova textura de la pintura, el valor dels nus alliberats de les frondes del segle xviii, el paisatge, la puresa dels elements com l'aire i l'aigua, l'arquitectura, etc., i el redescobriment d'equilibri entre les diferents intervencions artístiques que s'han seguit en el temps.

## L'estil

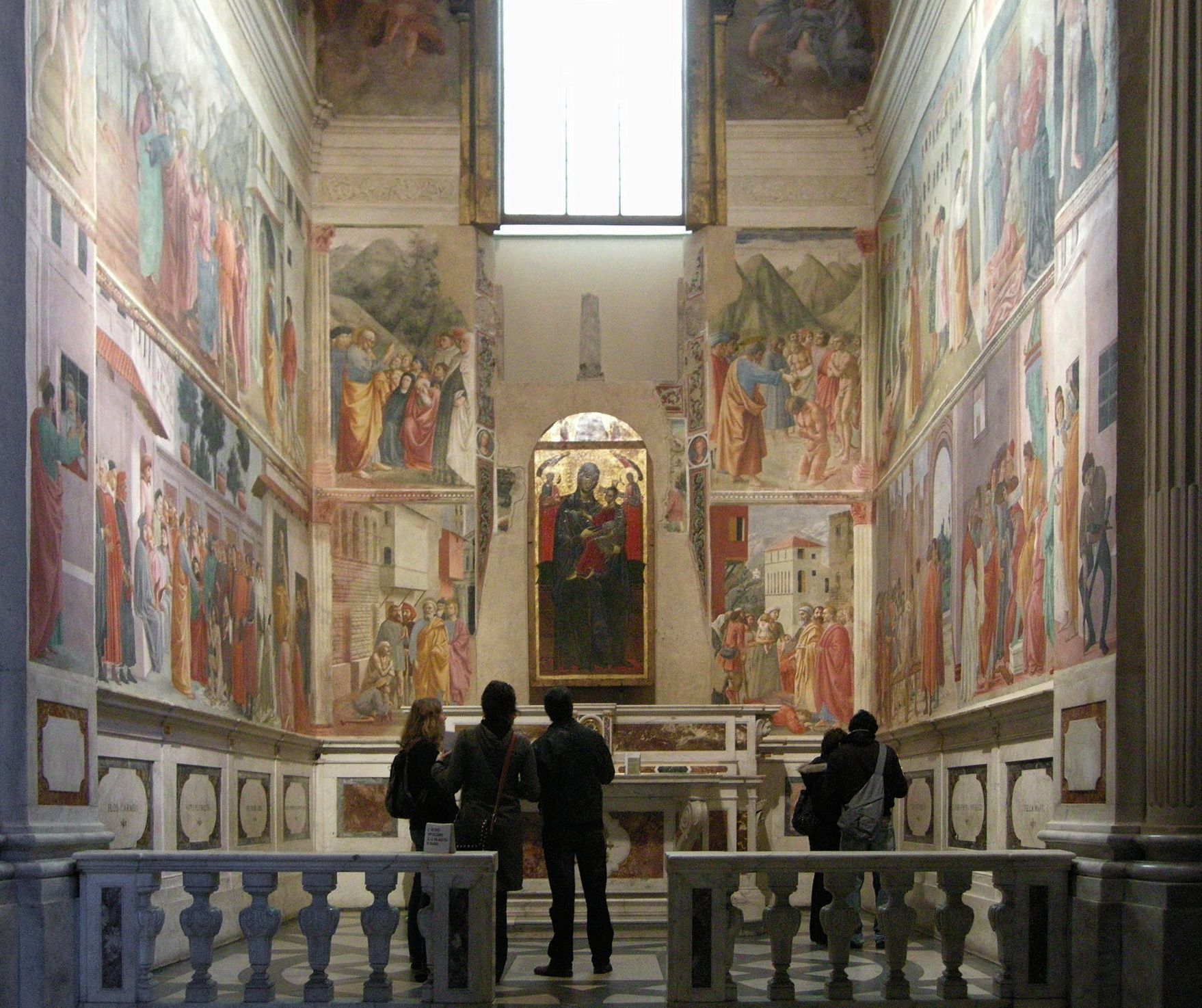
Els frescos renaixentistes

Els frescos de Masaccio a la capella són sens dubte un dels més emocionants assoliments de la cultura figurativa d'Occident, gràcies a l'espaïalitat arquitectònica dissenyada d'acord amb les regles de la perspectiva coherent, al realisme sever de les figures imbuïdes de profunditat psicològica i de força moral, a la riquesa plàstica i classiciste, però al mateix temps lliure i expressiva. Cristoforo Landino ja havia descrit Masaccio com òptim imitador de la natura […] sense pura decoració. La restauració ha retornat tots el color de l'artista, podem parlar d'una línia imaginària que passa per Fra Angèlico i finalment arriba a Piero della Francesca, el millor successor de Masaccio en la síntesi de la llum, de la creació del volum plàstic i del color.
La diferència entre el pintat de Masaccio i Masolino queda clar després de la neteja. Això va acabar amb la controvèrsia que oposa al tradicionalista Masolino amb l'innovador Masaccio i mostra influències recíproques entre els dos.
Si la fama de Masaccio va quedar fortament confirmada, sobre Masolino hi ha hagut un veritable reconeixement, amb el redescobriment dels seus refinats matisos de color, i la seva pintura d'alta qualitat.